# トゥ・ラヴ・ユー・モア
「トゥ・ラヴ・ユー・モア」（英: To Love You More=もっとあなたを好きになる）は、1995年10月23日に日本でEpic/Sony Recordsからリリースされたセリーヌ・ディオンのシングル。
オリジナル・ミックスにクライズラー&カンパニーが参加している。
作詞・作曲はデイヴィッド・フォスターとジュニア・マイルス、編曲はデイヴィッド・フォスターとクライズラー&カンパニー。
英会話教室のイーオンのコマーシャルソングおよびフジテレビ系の木曜劇場「恋人よ」の主題歌として使用され、日本国内のみで150万枚の売上を記録。ゴールドディスクが授与された。

## 概要
Epic/Sonyの洋楽ディレクター担当だった宮井晶が、デビュー間も無いセリーヌ・ディオンのライブを見て、才能を確信。フジテレビのドラマ・プロデューサーと共に、日本オリジナル・シングル企画を立ち上げる。
フジテレビの木曜劇場『恋人よ』の主題歌用に書き下ろされた。デイヴィッド・フォスターが、ドラマの筋立てを読み書き下ろした。3年がかりの企画で、宣伝費は1億円以上に達したとされる。ソニー・ミュージックエンタテインメント調べによると、日本でのシングル売上は150万枚に達した。
オリコンシングルチャートではアイリーン・キャラ『フラッシュダンス…ホワット・ア・フィーリング』以来12年ぶりとなる外国人ミュージシャンによる総合チャート1位を記録した。オリコン洋楽シングルチャートでは1995年10月30日付から18週連続1位を獲得し、1996年の年間チャートで1位となった。1996年1月22日付オリコンチャートで100万枚を突破した。オリコン調べによる洋楽シングル盤のミリオン達成はダニエル・ブーン『ビューティフル・サンデー』、マライア・キャリー『恋人たちのクリスマス』以来3例目の記録であり、以降、達成者は現れていない（2017年1月現在）。
日本限定で発売された『ラヴ・ストーリーズ・スペシャル・エディション』（『ラヴ・ストーリーズ』再発盤）に収録された。その後は、『FALLING INTO YOU』のアジア版や、『パリ・ライブ』（アルバムのプロモーションのためカナダでこの曲がラジオシングル化）、『レッツ・トーク・アバウト・ラブ』のアメリカ版に収録されている。
1999年にはブラジルでリリースされ、同年にトニー・モーランがリミックスしたヴァージョンが日本で発売されるなど、幾度も再発売されている。
2007年には、パナソニックのデジタルビデオカメラ『愛情サイズ』CMソングとして使用された。
- 調：イ長調（A）

## 収録曲
日本版CDシングル
1. 「トゥ・ラヴ・ユー・モア」 – 5:28
2. 「トゥ・ラヴ・ユー・モア」（インストゥルメンタル） – 5:28

1999年日本版CDマキシシングル
1. 「トゥ・ラヴ・ユー・モア」（トニー・モーランズ・クロスオーバー・エディット） – 4:53
2. 「トゥ・ラヴ・ユー・モア」（トニー・モーランズ・ポップ・エディット） – 5:53
3. 「トゥ・ラヴ・ユー・モア」（トニー・モーランズ・アイル・ビー…ウェイティング・ボーカル・ミックス） – 10:10
4. 「トゥ・ラヴ・ユー・モア」 – 5:28

## 公式編曲版
1. 「トゥ・ラヴ・ユー・モア」（トニー・モーランズ・クロスオーバー・エディット） – 4:53
2. 「トゥ・ラヴ・ユー・モア」（トニー・モーランズ・ポップ・エディット） – 5:53
3. 「トゥ・ラヴ・ユー・モア」（トニー・モーランズ・アイル・ビー…ウェイティング・ボーカル・ミックス） – 10:10
4. 「トゥ・ラヴ・ユー・モア」（トニー・モーランズ・ダビング・ユー・モア・ミックス） – 9:35
5. 「トゥ・ラヴ・ユー・モア」（ラジオ・エディット） – 4:42
6. 「トゥ・ラヴ・ユー・モア」（インストゥルメンタル） – 5:28
7. 「トゥ・ラヴ・ユー・モア」（アルバムバージョン) – 5:28

## カバー
- 米光美保 - 「恋人よ　～TO LOVE YOU MORE」という題名でカバー。（日本語詞:三浦徳子）
- 葉加瀬太郎 - ヴァイオリンによる器楽曲アレンジ版がコンピレーション・アルバム「image2」に収録。1996年から3年間に渡り、セリーヌ・ディオンのワールドツアーに参加し、この曲を演奏した[4]。
- サラ・オレイン -  2015年11月25日、3rdアルバム『f (エフ)』に収録。ヴァイオリンも演奏。
- 島津亜矢 - 2021年3月、カバー・アルバム『SINGER 7』に収録。
- Sarah Geronimo（フィリピンの歌手・女優）
- 宮﨑薫 - 2023年、デヴィッド・フォスターとASKAのコラボコンサートにゲスト出演した薫がデヴィッドの演奏にて披露した[5]。薫はASKAの長女。

## チャート・認定
| チャート（1995年）                                         | 最高位 |
| ---------------------------------------------------------- | ------ |
| 日本・シングルチャート                                     | 1      |
| チャート（1996年）                                         | 最高位 |
| カナダ・BDSエアプレイチャート                              | 15     |
| カナダ・BDSアダルトコンテンポラリーチャート                | 5      |
| カナダ・RPMトップシングル                                  | 9      |
| カナダ・RPMアダルトコンテンポラリー                        | 1      |
| ケベック・エアプレイチャート                               | 4      |
| チャート（1998年）                                         | 最高位 |
| アメリカ・ビルボードホット100エアプレイ                    | 11     |
| アメリカ・ビルボードホットアダルトコンテンポラリートラック | 1      |
| アメリカ・ビルボードホットアダルトトップ40トラック         | 21     |
| アメリカ・ビルボードトップ40メインストリーム               | 22     |

| 国   | 認定     |
| ---- | -------- |
| 日本 | ミリオン |

## 演奏者
（オリジナル・ミックス）
- セリーヌ・ディオン - 歌
- デイヴィッド・フォスター - キーボード
- マイケル・トンプソン - ギター
- 葉加瀬太郎 - ヴァイオリン
- 竹下欣伸 - ベース、プログラミング
- 斉藤恒芳 - シンセサイザー